# Higinio E. Pérez
Higinio Eugenio Pérez Getino (Cáceres, 1839-Cáceres, 13 de abril de 1909), que solía firmar sus obras como Higinio E. Pérez, fue un pintor y dibujante del siglo XIX español. Su estilo realista se caracterizaba por el academicismo. Está enterrado en el cementerio de su ciudad natal.

## Biografía

### Infancia y formación en Zaragoza
Tras pasar su infancia e iniciarse en el dibujo en Cáceres, viajó a Zaragoza para estudiar en la Real Academia de Nobles y Bellas Artes de San Luis donde fue discípulo de Manuel Aguirre y Monsalbe entre otros catedráticos. Esta primera etapa en Zaragoza marcó el estilo academicista que caracteriza la obra de Higinio Pérez. Finalizó sus estudios en la Academia en el año 1858, cuando tenía diecinueve años.

### Delineante en Cáceres
Tras terminar sus estudios en Zaragoza volvió a Cáceres. Pérez era consciente de que ganarse la vida a través del trabajo artístico en una pequeña ciudad de provincias como Cáceres era extremadamente difícil, y por ello solicitó una plaza de delineante de la Jefatura de Obras Públicas de la provincia. En septiembre de 1859 fueron seleccionados tres aspirantes, entre los que se encontraba Pérez, obteniendo la plaza. En su tiempo libre realizaba numerosos dibujos a pluma, con los que comenzó a ser conocido en la ciudad.

### Primeros encargos, docencia y proyección
La reputación que Higinio Pérez comenzaba a ganar en la ciudad como artista llevó a la recepción de diversos encargos. En 1867 el ayuntamiento le encargó dos retratos al óleo, de la reina Isabel II y su esposo Francisco de Asís.
En 1872 consigue el puesto de profesor interino en la Academia de Dibujo de Cáceres, que ocuparía solo durante unos meses. Este mismo año falleció su primera esposa, Guadalupe Álvarez, natural de Cáceres, dejándole tres hijos: Joaquina, Dolores y Francisco. Dos años más tarde, en 1874, se casa en segundas nupcias con María Teresa Córdoba, natural de Olivenza. También en este año recupera la plaza de profesor en la Academia de Dibujo, esta vez de modo permanente, que ocupó hasta alcanzar el rango de catedrático. También fundó una Academia de Dibujo propia.
En 1876 participó en la Exposición Nacional de Bellas Artes en Madrid, donde sus trabajos fueron muy elogiados, y en la Exposición Regional Leonesa, donde recibe la medalla de bronce.
En 1880 nace Luis, su cuarto hijo, y primero de su segunda mujer.
En 1892 participó en la Exposición Regional Leonesa y en la Exposición Regional Extremeña, donde obtuvo la medalla de plata. En 1894 fue recibido por la reina regente María Cristina. Pérez le regaló dos retratos a pluma, que gustaron tanto a la regente que esta decidió, tres días después, concederle la cruz de caballero de la Real Orden de Isabel la Católica. Pérez, no obstante, rechazó la concesión por modestia. En 1900 obtuvo el premio de honor en la Exposición Regional de Ciudad Rodrigo y en 1903 la medalla de honor por sus dibujos a pluma y la medalla de primera clase por sus pinturas al óleo en la Exposición Regional de Béjar. Ese mismo año fue nombrado académico fundador de la Academia de Bellas Artes de San Lucas de Béjar. El gobierno de Portugal le ofreció la dirección de la Escuela de Dibujo de Lisboa, pero Pérez rechazó la oferta al no querer abandonar Cáceres.

### Jubilación y muerte
Higinio Pérez se jubiló de su puesto de delineante en 1905, contando sesenta y seis años. A partir de entonces se dedicó por completo a la pintura en los pocos años que le quedaban de vida. Murió en Cáceres el 13 de abril de 1909, con setenta años. Fue enterrado en el cementerio municipal, en el cual permanecen sus restos.

## Obra
La mayor parte de su obra permanece en custodia de sus descendientes, repartida entre Cáceres y Sevilla.